# Soldotna
Soldotna è un comune degli Stati Uniti d'America, capoluogo del Borough della Penisola di Kenai, nello Stato dell'Alaska.